# Bena viridisbilineata
Bena viridisbilineata är en fjärilsart som beskrevs av Anders Jahan Retzius 1783. Bena viridisbilineata ingår i släktet Bena och familjen trågspinnare. Inga underarter finns listade i Catalogue of Life.